# Edna Woolman Chase
Edna Woolman Chase, née en 1877 et morte en 1957, est une journaliste américaine. Elle est la rédactrice en chef du magazine Vogue entre 1914 et 1951.

## Biographie
Edna Woolman Chase, adepte du style victorien, débute à la fin du XIXe siècle chez Vogue au « service courrier » pour un emploi temporaire de trois semaines puis devient « managing editor » (assistante de rédaction). Elle attire finalement l'attention de M. Turner, rédacteur en chef à l'époque, qui lance sa carrière jusqu'à lui confier le contrôle de la mise en page du magazine. Après le décès de ce dernier et la menace de fermeture de Vogue, le groupe Condé Nast le rachète en 1909. Edna Woolman Chase est confirmée dans ses fonctions et devient rédactrice en 1911 et rédactrice en chef en 1914. Au cours des années qui vont suivre, elle va recadrer le contenu éditorial du magazine avec le soutien de Condé Montrose Nast (en) dont elle devient proche, pour tendre vers le lectorat des plus riches.
À la suite du déclenchement de la Première Guerre mondiale, Paris, alors capitale de la mode, voit ses industries dans ce domaine péricliter. Étant donné que la plupart des vêtements en vedette dans Vogue venaient de France, Edna Woodman Chase décide d'appeler les couturières de New York à produire elles-mêmes des vêtements qui seront présentés lors d'un défilé. Cela a incité d'autres fabricants à commencer à concevoir des vêtements aux États-Unis même et à les vendre à des prix modérés.
D'autres éditions naissent dans l'entre-deux-guerres (France, Royaume-Uni, Allemagne, etc.) mais la prédominance de la version américaine est totale et les éditions des autres pays sont souvent très proches en termes de contenu du Vogue américain. 
À partir de 1921, elle a pour assistante Carmel White ; cette dernière devient son bras droit avant de démissionner en 1932 alors qu'elle était prédestinée à remplacer Edna Woolman Chase.
Une réalisation importante d'Edna Woolman Chase reste la fondation du Fashion Group International (en). En 1928, elle réunit un groupe de 17 femmes pour déjeuner, chacune ayant un statut élevé dans le secteur de la mode. En 1930, l'organisation est officiellement créée, son objectif étant de promouvoir la mode américaine.
Durant la carrière d'Edna Woolman Chase, les bénéfices et les tirages du magazine explosent. Elle quitte son poste de rédactrice en chef fin 1951, prenant la présidence du comité de rédaction et se voit remplacée par Jessica Daves (en). Elle rédige son autobiographie en 1954 avec sa fille Ilka. Elle meurt à l'âge de 80 ans d'une crise cardiaque. Elle a remporté plusieurs prix pour son travail, dont la croix de chevalier de la Légion d'honneur (France, vers 1935) et a été nommée « Femme clef de l'année » par la Fédération des philanthropes juifs.

## Distinctions
- Chevalière de la Légion d'honneur (1935)